# Saint-Guinoux
Saint-Guinoux település Franciaországban, Ille-et-Vilaine megyében. Lakosainak száma 1247 fő (2022. január 1.). Saint-Guinoux La Fresnais, La Gouesnière, Lillemer, Miniac-Morvan, Plerguer és Saint-Père-Marc-en-Poulet községekkel határos.

## Népesség
A település népessége az elmúlt években az alábbi módon változott:
| Lakosok száma | 519  | 697  | 736  | 884  | 1052 | 1150 | 1210 | 1207 | 1206 | 1247 |
|               | 1968 | 1982 | 1990 | 2006 | 2013 | 2015 | 2017 | 2019 | 2020 | 2022 |